# Goity
Goity (russisch Гойты, tschetschenisch ГӀойтӀа) ist ein Dorf (selo) in der Republik Tschetschenien in Russland mit 16.177 Einwohnern (Stand 14. Oktober 2010).

## Geographie
Der Ort liegt am Nordrand des Großen Kaukasus knapp 20 km Luftlinie südsüdwestlich der Republikhauptstadt Grosny an der Goita, einem rechten Zufluss der Sunscha.
Goity gehört zum Rajon Urus-Martanowski und befindet sich etwa 7 km nordöstlich von dessen Verwaltungszentrum Urus-Martan. Die Siedlung ist Sitz und einzige Ortschaft der Landgemeinde Goitinskoje selskoje posselenije.

## Geschichte
Der Ort wurde erstmals 1822, 1825 und 1846 als tschetschenischer Aul im Zusammenhang mit Kämpfen und Zerstörungen während des Kaukasuskrieges von 1817–1864 erwähnt, existiert also vermutlich mindestens seit dem 18. Jahrhundert.
In der Periode der Deportation der tschetschenischen Bevölkerung von 1944 bis 1957 trug das Dorf den russischen Namen Swobodnoje.

### Bevölkerungsentwicklung
| Jahr | Einwohner |
| ---- | --------- |
| 1939 | 5.886     |
| 1970 | 8.087     |
| 1979 | 8.966     |
| 2002 | 13.221    |
| 2010 | 16.177    |

Anmerkung: Volkszählungsdaten

## Verkehr
Knapp 10 km nördlich des Dorfes führt die föderale Fernstraße R217 Kawkas (ehemals M29) vorbei, die von Pawlowskaja in der Region Krasnodar entlang dem Kaukasusnordrand zur aserbaidschanischen Grenze verläuft und in diesem Bereich die Republikhauptstadt Grosny weiträumig südlich umgeht. Goity selbst liegt an der Regionalstraße Assinowskaja – Atschchoi-Martan –  Urus-Martan –  Staryje Atagi, die dort von der Verbindung zwischen der R217 Richtung Grosny (wo sich auch die nächstgelegene Bahnstation befindet) und dem südlich gelegenen Dorf Alchasurowo gekreuzt wird.